# Bulanda Mucha Architekci

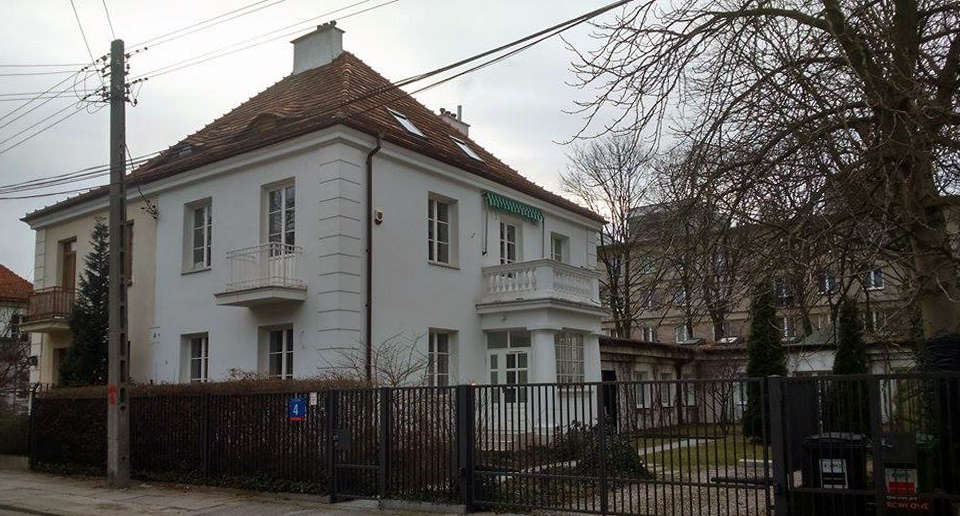
Siedziba i biuro firmy (2017)

Bulanda Mucha Architekci (BiM Architekci) – polska pracownia architektoniczna z siedzibą w Warszawie, prowadzona w latach 1991–2019 przez Andrzeja Bulandę i Włodzimierza Muchę – laureatów Honorowej Nagrody SARP 2015 za wkład w rozwój architektury polskiej. Uznawana jako jedna z najaktywniejszych i najbardziej awangardowych zespołów, projektujących nowoczesną architekturę w Polsce, a zarazem czołowe – obok JEMS Architekci – polskie biuro architektoniczne.
Na jej koncie znajduje się także prestiżowych nagród, m.in. państwowej I stopnia 3-krotnie i 2 stopnia 2-krotnie, Europa Nostra czy liczne zwycięstwa w konkursach. Realizuje głównie projekty architektury użyteczności publicznej oraz mieszkaniowej, a przede wszystkim rozbudowy i modernizacji historycznych obiektów, które powstały w bardzo specyficznym, nierzadko zabytkowym kontekście. Najważniejszym dziełem stała się siedziba BRE Banku w Bydgoszczy (zrealizowana w 1999), która po powstaniu trafiła na listę ikon polskiej architektury.

## Partnerzy
- Andrzej Bulanda (ur. 1955) – architekt i konstruktor[4]. Stypendysta Fundacji Kościuszkowskiej w Graduate School of Design Harvard University, wykładowca na Penn State University. Doświadczenia projektowe zdobywał w Berlinie Zachodnim (Freii Otto/Rolf Gutbrod 1979–1981), w Bostonie (Benjamin Nutter Architects 1986–1987), w Nowym Jorku i w Grenoble (Groupe 6, 1989–1990).
- Włodzimierz Mucha (ur. 1956, zm. 2019[5]) – architekt i konstruktor[6]. W latach 1984–1988 pracował w pracowni ESPEA – Spółdzielnia Pracy Twórczej Architektów i Artystów Plastyków, prowadzonej przez Jerzego Szczepanika-Dzikowskiego i Olgierda Jagiełły, a następnie (1988–1989) w biurze JEMS Architekci. W 1990 roku prowadził działalność indywidualną[6].

## Historia
Andrzej Bulanda i Włodzimierz Mucha poznali się w trakcie studiów na Wydziale Architektury Politechniki Warszawskiej. W połowie lat 80. XX wieku obaj architekci zaczynali karierę, odbywając staże w pracowniach w Polsce, Francji i USA. W 1991 roku założyli wspólnie biuro, które początkowo funkcjonowało w małym garażu na Żoliborzu. W tym samym roku nowa pracownia wraz z francuską BDP Group 6, w której w latach 1989–1990 pracował Bulanda, wystartowała w międzynarodowym konkursie na projekt zagospodarowania centrum Warszawy. W roku 1994 architekci odnieśli pierwsze zwycięstwo konkursie architektonicznym, projektując siedzibę Corporate Profiles na warszawskim Żoliborzu. Przez kolejne lata rozwoju firmy BiM towarzyszyły jej kolejne żoliborskie siedziby przy ul. Tucholskiej i Mickiewicza. W 1995 roku Bulanda i Mucha odnieśli kolejne zwycięstwo konkursie zamkniętym SARP na projekt siedziby BRE Banku w Bydgoszczy. Kolejnym znaczącą realizacją była modernizacja Starej Papierni w Konstancinie-Jeziornie, która otrzymała nagrodę Europa Nostra Kulturalnego Dziedzictwa 2003.W
Po śmierci Włodzimierza Muchy w 2019 roku biuro zakończyło działalność.

## Najważniejsze realizacje

### BRE Bank Bydgoszcz (1995)

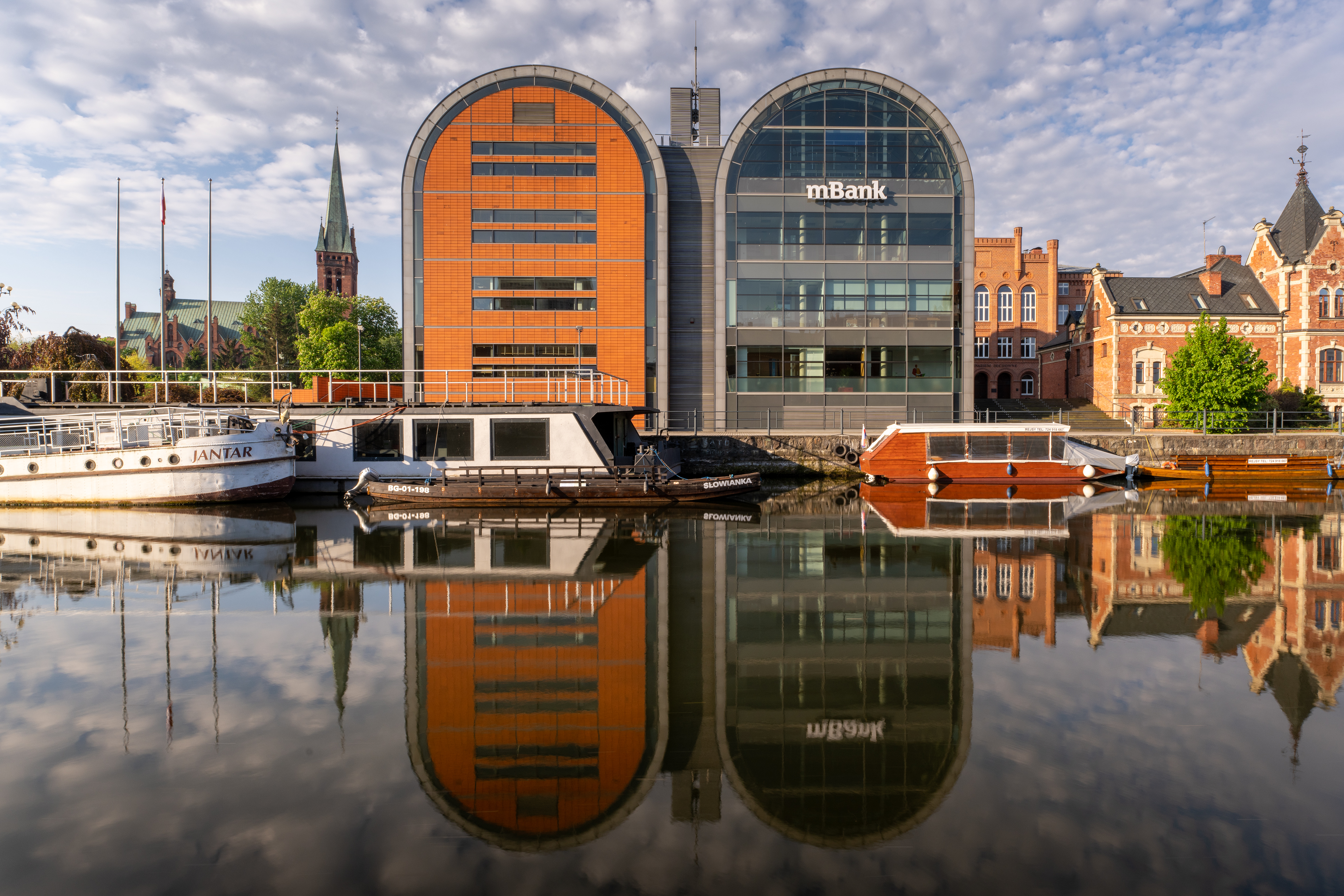
Siedziba BRE Banku w Bydgoszczy

Pierwszym wielkim projektem, który rozsławił pracownię, okazała się siedziba BRE Banku w Bydgoszczy, uznana za ikonę współczesnej architektury i wyróżniona wieloma nagrodami. Projekt stanowi pierwszy element rewitalizacji historycznego centrum Bydgoszczy i jej portowego nabrzeża. Zakłada budynek o formie zamkniętej, odnoszący się do typologii spichlerzy, odpowiednio uwspółcześniony, pełniący nową funkcję: banku (współczesnego spichlerza pieniądza). Idea projektu wyrosła z chęci uszanowania i wyeksponowania klimatu miejsca: portu i nabrzeża oraz bliskości spichlerzy. Budynek może zostać odczytany na dwu poziomach. Pierwszy poziom (szybki, instynktowny, powierzchowny) to architektura łatwa w odbiorze, jednoznaczne odwołanie się do zapożyczonej ze spichlerzy formy i położenia; drugi poziom to refleksyjna analiza, wskazuje na transformację dosłownej formy, skomplikowanie detalu, wyrafinowane technologie i ascetyczność doboru materiałów. Określana jest jako doskonale wpisująca się w historyczne otoczenie zarówno swoją nowoczesną bryłą efektowną i wyrazistą, jak i przez zastosowanie cegły do oblicowania ścian, co nawiązywało do pobliskiej architektury.

### Rozbudowa Starej Papierni na Centrum Handlowe w Konstancinie-Jeziornie (2001)

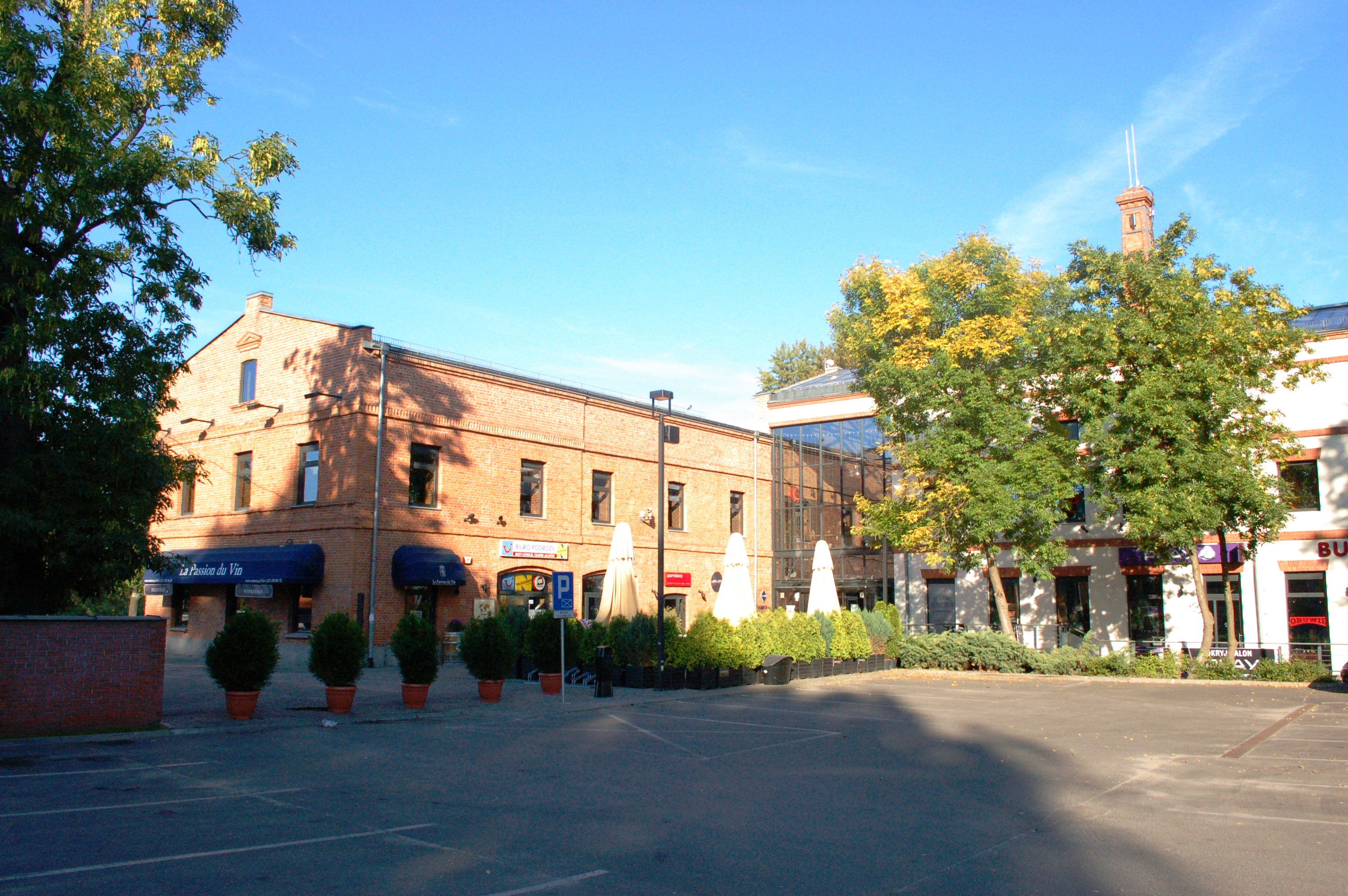
Odnowiona Stara Papiernia w Konstancinie-Jeziornie

Kolejną istotną realizacją pracowni była modernizacja Starej Papierni w Konstancinie-Jeziornie. XIX-wieczny budynek przemysłowy, który był na wpół ruiną, został wyremontowany, zachowując znaczną część oryginalnej struktury. Architekci ponownie połączyli cegłę, szkło i metal. W historycznych murach stworzyli nowoczesną przestrzeń handlowo-usługową, ale – jak jest opisywana – nic nietracąca ze swojego zabytkowego klimatu. Realizacja ta otrzymała nagrodę Europa Nostra Kulturalnego Dziedzictwa 2003.

### Villa Daglezja w Warszawie
Ukończony w 2008 roku 3-piętrowy apartamentowiec Villa Daglezja usytuowany jest przy ul. Walecznych na warszawskiej Saskiej Kępie. W projekcie zastosowano nawiązania do modernizmu. Budynek – białą, pudełkową formą – nawiązuje do międzywojennych willi, respektując tym samym kontekst otoczenia.

### Rozbudowa i modernizacja Zespołu Szkół nr 2 w Konstancinie-Jeziornie
Budynek Zespołu Szkół nr 2 w Konstancinie-Jeziornie został zaprojektowany jako budynek współczesny, zharmonizowany z otoczeniem i krajobrazem, z zastosowaniem nowatorskich rozwiązań technicznych, uwzględniających uwarunkowania konserwatorskie, wpisując projekt w zadrzewioną działkę oraz zabytkowe wille Konstancina. W rozwiązaniach elewacji wykorzystano walory naturalnych materiałów. Do istniejącego budynku szkoły dobudowano część dydaktyczną wraz z dużą wielofunkcyjną salą sportową, która może być wykorzystywana do organizowania imprez kulturalnych i wystawienniczych. Zagospodarowano przyległy teren działki-parku, sytuując w nim boiska i bieżnie.

### Rozbudowa Biblioteki Publicznej M. St. Warszawy (2005)

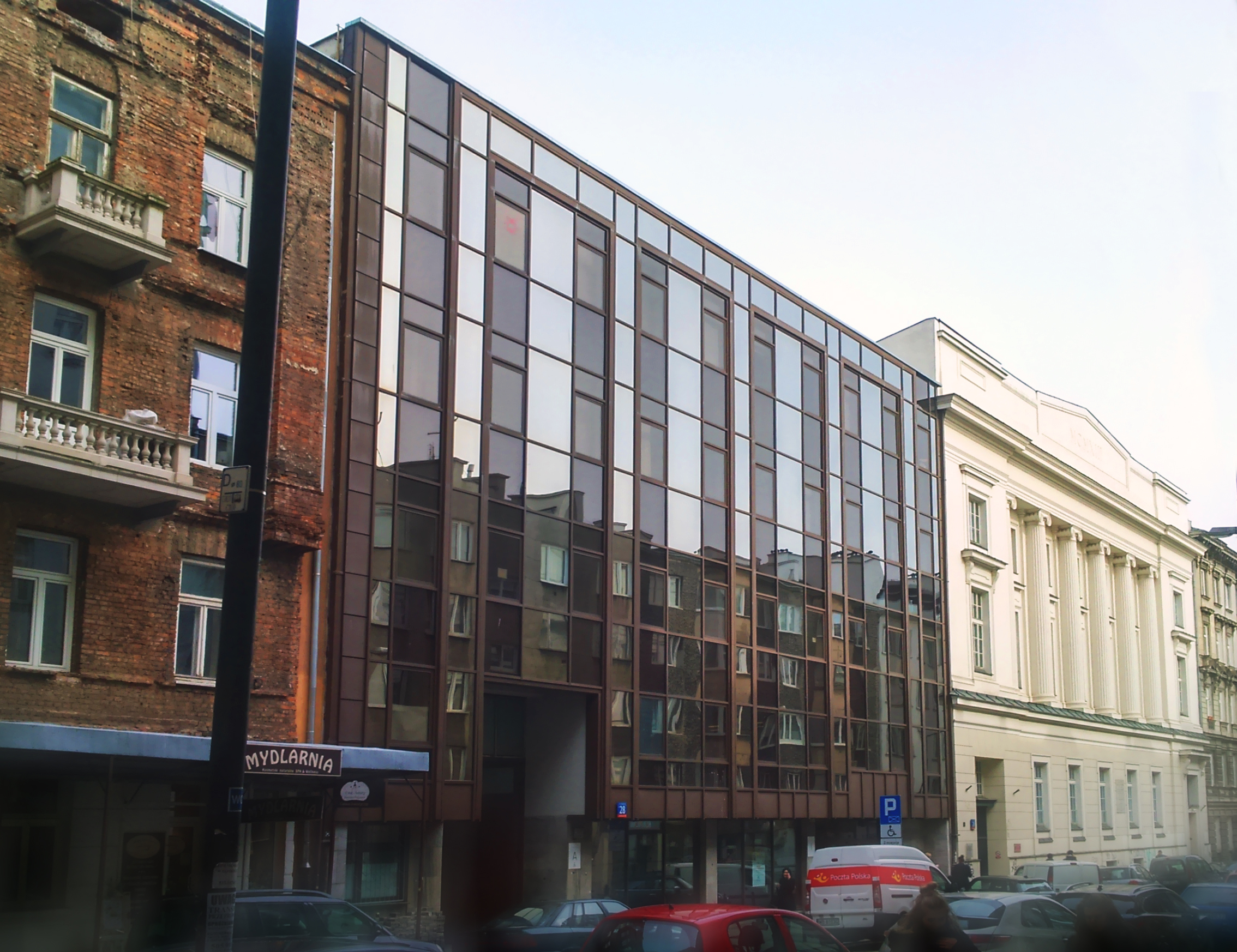
Nowy gmach Biblioteki Publicznej m.st. Warszawy

Projekt rozbudowy Biblioteki Publicznej m.st. Warszawy został zrealizowany w wyniku konkursu przeprowadzonego w roku 2005. Projekt zakładał uporządkowanie istniejącej struktury, stwarzając czytelny i funkcjonalny zespół czytelni z wykorzystaniem atutu miejsca, jakim jest budynek zabytkowy. Głównymi założeniami były: utworzenie w obiekcie zespołu wejściowego wraz z holem głównym i częścią konferencyjną, stworzenie jednego głównego poziomu czytelni oraz umieszczenie w tej części na I piętrze czytelni głównej dostępnej z głównej klatki schodowej i windy, zaprojektowanie elewacji frontowej jako współczesnego znaku dającego oprawę dla wejść i podnoszącego rangę historycznego budynku Biblioteki, zachowanie otwartego dziedzińca – ogrodu i wyeksponowanie jego przeszłości, rozmieszczenie pozostałych funkcji adekwatnie do typu konstrukcji budynku.

### Chmielna 25

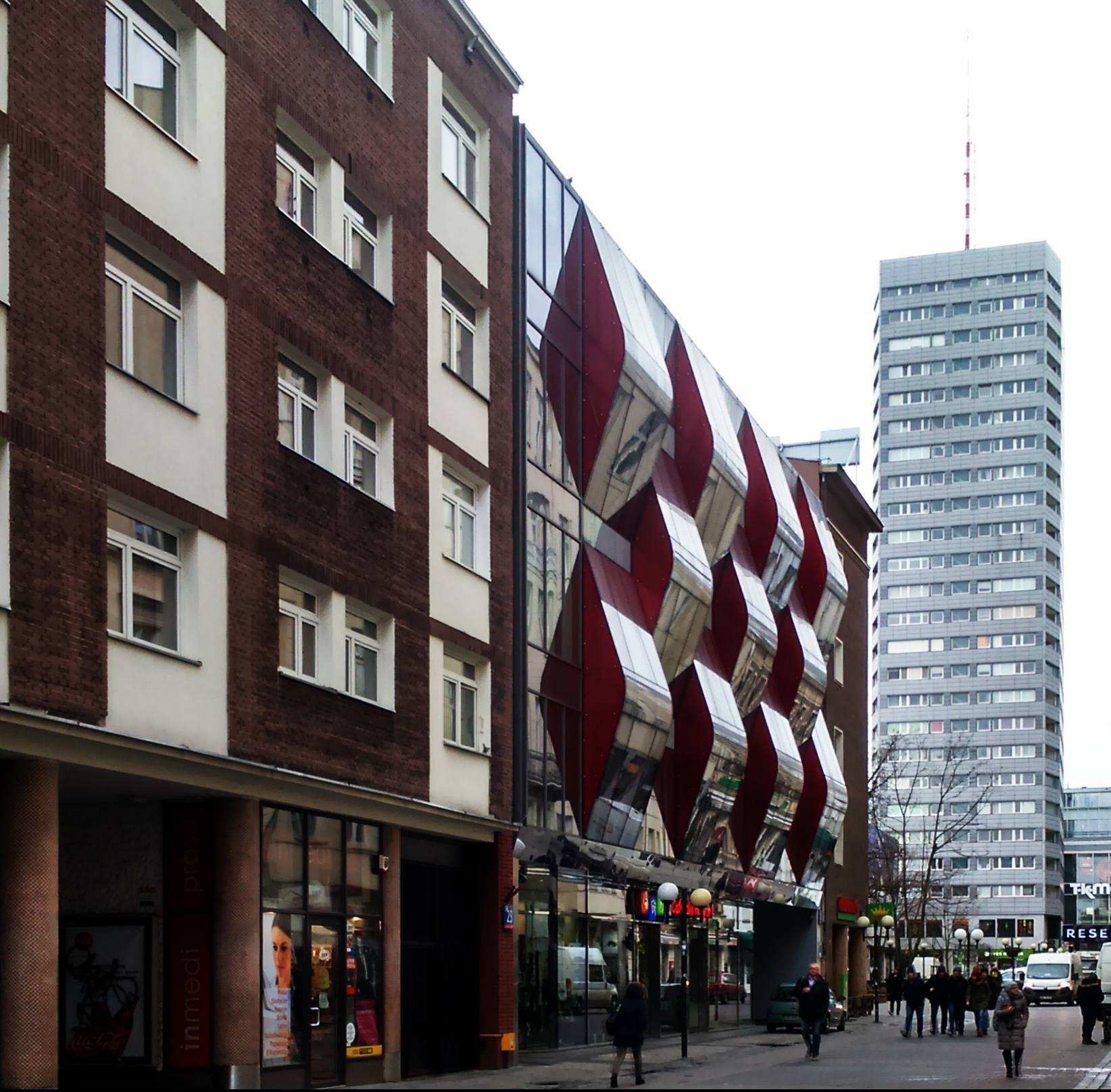
Widok na Chmielną 25 od strony wschodniej

Budynek przy Chmielnej 25 powstał w miejscu zburzonej w 2008 roku XIX-wiecznej kamienicy. Jego charakterystyczną cechą jest falująca elewacja. Architekci, luźno nawiązując do zabudowy podwórek typu studnia, umieścili w centralnej części budynku atrium o wysokości 5 kondygnacji, które zostało przykryte szklanym dachem. Dzięki temu doświetlone są wnętrza biur, a także pomieszczenia z oknami wychodzącymi na patio. Tył budynku skierowany jest na zadrzewione podwórko przy ul. Widok 14. Z pomieszczeń umieszczonych od strony północno-wschodniej jest widok na dziedziniec sąsiedniej kamienicy. Na 5. piętrze obiektu znajduje się taras, a w podziemiu parking.

## Nagrody i wyróżnienia

### Poszczególne projekty
BRE Bank S.A. Oddział w Bydgoszczy:
- DIFA Award (2004)
- nominacja do nagrody Mies van der Rohe (2001)
- Państwowa nagroda I stopnia Ministra Rozwoju Regionalnego i Budownictwa oraz Ministra Spraw Wewnętrznych i Administracji za wybitne osiągnięcia twórcze w dziedzinie architektury i budownictwa w 2000 roku
- Nagroda Roku SARP (2000)
- tytuł Ikony Polskiej Architektury
- nominacja do nagrody głównej konkursu Życie w Architekturze w kategorii budynków użyteczności publicznej – edycja regionalna (2000)
- Obiekt X-lecia – Życie w Architekturze – Nagroda główna oraz tytuł Najlepszego budynku użyteczności publicznej 1989-99
- zwycięzca plebiscytu na Najlepszą realizację w Polsce po 1989

Stara Papiernia w Konstancinie-Jeziornie:
- nominacja do Ikony Polskiej Architektury (2006)
- Europa NOSTRA (2003)
- Nagroda Roku SARP oraz Nagroda równorzędna w kategorii budynków użyteczności publicznej (2002)
- Polski Cement w Architekturze VII edycja – wyróżnienie
- Modernizacja Roku 2002 w kategorii budynków użyteczności publicznej
- Państwowa nagroda II stopnia Ministra Infrastruktury za wybitne osiągnięcia twórcze w dziedzinie architektury i budownictwa w 2003 roku

Zespół mieszkaniowy Eko-Park Cameratta w Warszawie
- nominacja do Nagrody Roku SARP (2005)

Villa Daglezja w Warszawie:
- Nagroda Roku SARP – wyróżnienie (2007)
- nominacja do nagrody Mies van der Rohe

Rozbudowa restauracji McDonald’s w Częstochowie:
- PRIMULUS 2007

Rozbudowa i modernizacja Zespołu Szkół nr 2 w Konstancinie-Jeziornie:
- Państwowa nagroda I stopnia Ministra Infrastruktury za wybitne osiągnięcia twórcze w dziedzinie architektury i budownictwa w 2008 roku
- Polski Cement w Architekturze XI edycja – III nagroda

Rozbudowa Biblioteki Publicznej M. St. Warszawy:
- Nagroda mieszkańców w konkursie o Nagrodę Architektoniczną Prezydenta m.st. Warszawy za 2015 rok[16]

Chmielna 25 w Warszawie:
- nominacja do Nagrody Roku SARP (2013)[17]

### Całokształt działalności
- Honorowa Nagroda SARP 2015 dla Andrzeja Bulandy i Włodzimierza Muchy za wkład w rozwój architektury polskiej[18]
- Polski Herkules 2016 dla Andrzeja Bulandy i Włodzimierza Muchy za wpływ na rozwój polskiego budownictwa[19]

## Styl i metody projektowania
Pracownia deklaruje swoje ideowe i per se estetyczne powinowactwa z tradycją Warszawskiej Szkoły Architektury, czyli z modernizmem z 1. połowy XX wieku. Credo określające postawę jej architektów to: „[…] Czerpiąc z tradycji, odkrywamy przeszłość dla przyszłości. Wypowiadamy się współczesnym językiem, starając się zachować zasadę harmonijnego kontrastu”. Neomodernizm biura BiM Architekci określany jest jako oszczędny, redukcyjny, minimalistyczny i fundowany na dyktacie geometrii. Architekturę pracowni opisuje się również jako ewolucyjną i kompromisową, deklarującą się jako nowy historyzm usytuowany w estetyce nowego „stylu międzynarodowego” – globalnego i uniwersalnego, który może funkcjonować gdziekolwiek.